# SN 2001ht
SN 2001ht – supernowa odkryta 12 listopada 2001 roku w galaktyce A043957-0137. W momencie odkrycia miała maksymalną jasność 24,40m.